# La Confession (pièce de théâtre, 1999)
Pour les articles homonymes, voir La Confession.
Pour la pièce de théâtre homonyme de Marcel Cravenne, voir La Confession (pièce de théâtre, 1959).
La Confession est une pièce de théâtre collective mise en scène en 1999 par Michel Didym, Walter Manfré et Véronique Bellegarde, à l'occasion du Festival d'Avignon.

## Distribution à la création
- Textes :
  - Christine Angot
  - Rémi De Vos
  - Xavier Durringer
  - Odile Massé
  - Gildas Milin
  - Jean-Marie Piemme
  - Mohamed Rouabhi
- Interprétations :
  - Stéphane Algoud
  - Xavier Berlioz
  - Mathéo Capelli
  - Sabrina Delarue
  - Damien Euphert
  - Olivia Guilmard-Reynaud
  - Carine Lacroix
  - Renaud Le Bas
  - Marie Le Cam
  - Florence MasureSouad Mouchrik
  - Alexandre Mousset
  - Elsa Pasquier
  - Laurianne Robert
  - Lucia Sanchez
  - Tomer Sisley
  - Alexis Smolen
  - Sebastien Tavel
  - Saliha Terki
  - Karim Traïka
  - Guillaume Viry
- Lieu de la représentation : chapelle du lycée Saint-Joseph, Avignon